# Mária Szánthó
Maria Szantho (Seghedino, 31 luglio 1897 – Nagymagocs, 11 marzo 1998) è stata un'artista ungherese il cui talento si manifestò prima nella musica, e successivamente si dedicò con ancora maggior successo alla pittura.
Il nome preciso di questa artista secondo la corretta ortografia ungherese è bácsai Szánthó Mária: bácsai, scritto con l'iniziale minuscola perché essendo di famiglia nobile si fregiava di questa preposizione analoga al "von" tedesco o al "de" ispanico italiano e francese; e poi perché secondo l'usanza magiara anteponeva il cognome al nome. E in questo modo, con il suo cognome e nome da nubile firmò quasi tutte le sue opere pittoriche, nonostante si sia sposata tre volte, senza peraltro che da nessuno dei tre matrimoni abbia generato dei figli.
Il suo terzo marito fu il dottor Ferenc Klauschek, per cui in alcune circostanze viene menzionata anche come Klauschek Ferencné, ovvero signora Ferenc, in quanto il suffisso "né" è l'equivalente in ungherese del "signora" in italiano.

## Biografia
Maria Szantho nacque il 31 luglio 1897 a Seghedino, una importante città del sud dell'Ungheria vicino all'attuale confine con la Serbia e la Romania. Si dice che alla nascita presentasse una piccola malformazione congenita, probabilmente un angioma su una parte nascosta, o forse una esadattilia cui fu posto rimedio subito nei primi giorni di vita; in ogni caso, secondo la credenza popolare questo fatto venne interpretato come un presagio di talento artistico e in generale di buona fortuna, ed in effetti così accadde. Infatti dapprima si appassionò allo studio della musica e si iscrisse e frequentò con profitto l'Accademia fondata a Budapest pochi decenni prima da Franz Liszt diplomandosi in Pianoforte, e il suo diploma fu firmato da Zoltán Kodály, il famoso compositore ed ideatore del metodo didattico che da lui prende nome.
Dopo un breve periodo di insegnamento di questa materia decise invece di iniziare a dipingere, e così alla metà degli anni Venti del Novecento intraprese gli studi di Pittura sotto la guida di valenti maestri ungheresi come Géza Kukán, Bertalan Karlovszky , e Pál Fried i quali ultimi due, soprattutto, influenzeranno quello stile pittorico che poi Maria Szantho, pur con una sua personale interpretazione, manterrà senza significative variazioni per tutto il tempo della sua lunga attività.
Ben presto incominciò ad esporre le sue realizzazioni in gallerie d'arte di Budapest anche importanti come la Mücsarnok. Compì diversi viaggi di studio in Francia e in Italia restando particolarmente affascinata, così raccontava, dalle atmosfere di Parigi.
I dipinti di Maria Szantho sono realistici e ricchi di dettagli e si ispirano all'edonismo dei nudi di Károly Lotz coniugato alla vivacità dei colori di Gyula Benczúr (il quale a sua volta si rifaceva agli splendori di Veronese e Tiepolo). Tra i soggetti rappresentati nei suoi dipinti si trovano fiori, bimbi, ritratti; ma i suoi preferiti, e di gran lunga i più numerosi, sono stati i ritratti di giovani donne rappresentate a mezzo busto o a figura intera, generosamente scollate o completamente discinte, addormentate, o che fissano lo spettatore, o altrove, su uno sfondo di drappeggi oppure naturalistico. E quasi sempre in queste composizioni è presente uno strumento musicale, ora un tamburello, ora un violino, ora un banjo, a ricordare che il suo primo amore era stata la musica; altre volte invece vi è un ventaglio, o uno specchio, o un canestro di frutta con una coppa di vino, come in Giovane con vino e frutta (106x86 cm.), in posa neoclassica, ora in una collezione privata di Piacenza in Italia. Va sottolineato che questi nudi non hanno mai un significato erotico, ma mostrano piuttosto una innocente impudicizia cui talora si aggiunge una vena di maliziosità; e non sono neppure i nudi classicheggianti che ricordano l'Ottocento come quelli dei Maestri citati che avevano dato la prima formazione a Maria Szantho. Basti ad esempio osservare il piccolo (50x40) dipinto orientalista Il disvelamento indecente dove la fanciulla nuda esibita per essere venduta come schiava, pur ritrosa nell'atteggiamento, sbircia spavaldamente con gli occhi gli astanti per indovinare chi vorrà comprarla. L'artista si fa qui portatrice di un gran cambiamento rispetto, solo per citarne alcuni, all'analogo soggetto di Charles-Edouard de Beaumont premiato con una medaglia al Salon di Parigi del 1872 (che aveva titolo Suite d'une armée), o a quelli di Otto Pilny del 1910 e del 1919 Mercante di schiavi nei quali gli sguardi delle schiave sono bassi o persi nel vuoto del loro terribile destino e il loro atteggiamento è totalmente sottomesso all'uomo. Invece le forme floride e procaci dei nudi di Maria Szantho rivaleggiano piuttosto con le contemporanee emergenti pin-up americane pur mantenendo, rispetto a quelle, un'ambientazione più ricca, più elegante, più "europea". Sono nudi che pochi anni dopo avranno altri più figurativamente espliciti proseliti come Earl Moran negli U.S.A. o, tornando in Europa, con le ragazze disegnate o dipinte dal francese  Aslan, semplici per quanto squisite figure su uno sfondo quasi sempre neutro o appena accennato.
Bisogna anche aggiungere che esaminando la peraltro assai vasta produzione di Maria Szantho si può notare come talora le capiti di ripetere, con lievi varianti, la posa delle modelle di altri suoi dipinti, (dipinti che solitamente rappresentano un solo personaggio), cambiando lo sfondo o la veste o il colore dei capelli: una caratteristica questa presente del resto anche nei lavori di altri artisti accomunati dalla facondia di opere, da William-Adolphe Bouguereau al già citato Pál Fried.
Nel 1936 Maria Szantho tenne con successo una mostra personale a Budapest ed è di questo anno il suo dipinto raffigurante Santa Elisabetta (68x54 cm.) che è presente alla Galleria Nazionale Ungherese.
Nel 1939 con tre suoi dipinti rappresentò l'Ungheria alla Esposizione Universale di New York, opere che però a causa dello scoppio della seconda guerra mondiale non le furono mai più restituite.
Nei primi anni della guerra realizzò a Budapest quello che venne considerato il suo capolavoro, l'enorme dipinto La leggenda del cervo miracoloso (Rege a csodaszarvasról), che raffigurava un mito della tradizione ungherese e che aveva le dimensioni di un'intera parete ma che però appunto a causa delle rovine della guerra andò presto distrutto. Ebbe tuttavia il tempo di avere vasta eco sulla stampa contemporanea e di far meritare a Maria Szantho il prestigioso Premio Esterházy.
Subito dopo la fine del conflitto mondiale l'Ungheria entrò nell'orbita sovietica, ma Maria Szantho non volle mai abbandonare il suo Paese. Venne allora contattata dall'ambasciata sovietica di Budapest affinché eseguisse un grande ritratto di Stalin, a cui seguì l'arrivo da Mosca per questo scopo di un'enorme tela, della quale l'artista in quegli anni di ristrettezze non poteva disporre. Ma la morte improvvisa di Stalin nel 1953 interruppe il progetto e il dipinto non fu realizzato e la grande tela, non reclamata, venne tagliata in pezzi e utilizzata per altri lavori. Negli anni successivi alla guerra nella Ungheria comunista non fu poi più possibile per i privati vendere beni ai Paesi occidentali, quindi per soddisfare le richieste della clientela che continuava a essere numerosa specie in Giappone e Stati Uniti Maria Szantho dovette utilizzare per esportare i suoi dipinti la Società di Commercio governativa che si chiamava "Artex".
Infine, in occasione del suo centesimo compleanno, il 31 luglio del 1997, un Ministro della Repubblica Ungherese ha presenziato al suo genetliaco a Nagimagocs, dove l'Artista risiedeva, e il 23 ottobre dello stesso anno l'allora Presidente della Repubblica Ungherese Árpád Göncz le ha conferito la decorazione della Gran Croce di Ufficiale della Repubblica d'Ungheria, per onorare la sua carriera artistica.
bácsai Szánthó Mária si è spenta l'11 marzo 1998 all'età di cento anni e mezzo a Nagymágocs, che è una cittadina poco lontano da Seghedino sua città natale, ed è stata inumata nel locale cimitero dove riposa accanto al fratello Kálmán.